# Willikies
Willikies ist eine Siedlung in der Parish of Saint Philip an der Ostküste der Insel Antigua im Staat Antigua und Barbuda.

## Lage und Landschaft
Willikies liegt im Norden der Parish Saint Philip auf einer Landzunge, die von Nonsuch Bay und Mercers Creek Bay eingeschlossen wird. Die Landzunge ist durch zahlreiche Kaps und Buchten gegliedert. Im Osten läuft sie in Long Bay (Indian Town Point) und Dum’s Point aus. Weitere Kaps sind James Point, Laurys Point, Flat Point, Goat Hill, Philips Point, Guard Point und Grays Point. Buchten sind: Belfast Bay, Keeves Landing, Lords Cove, Laurys Bay, Long Bay, Indian Town Creek mit der Dian Bay, Fannys Cove sowie die Seitenbuchten der Nonsuch Bay Ledeatt Cove, Muddy Bay, Liddy Bay und Ayers Creek.
Ein sumpfiges Gebiet am Ayers Creek trennt die Siedlung vom südlichen Teil der Parish Saint Philip. Dort verlaufen die Teilungsläufe Bristol Ghaut und Black Ghaut.
Der Ort selbst hat die Teilsiedlungen Sign, Spencers, Rooms, Martini Veranda Estate, Grays, Comfort Hall (Wickham) und Grants. Im Westen schließt sich Glanvilles. An den vielen Stränden gibt es zahlreiche Hotelanlagen. Im Jahr 2001 hatte Willikies 1179 Einwohner.
Im Ort gibt es die Kirchen Christian Union Church Willikies, Lion of Judah Wesleyan Holiness Church, Our Lady of Mount Carmel Catholic Church. Vor der Küste liegen die Inseln Codrington Island, Pelican Island und Bird Island. Die Ostspitze der Halbinsel bei Long Bay steht als Devil’s Bridge National Park unter Naturschutz.